# Leixões SC
Leixões Sport Club, eller Leixões, är en sportklubb från Matosinhos i Portugal. Den är organiserad som flera specialiserade avdelningar för många olika aktiviteter såsom fotboll, boxning, karate, volleyboll, simning, och biljard. Klubben är mest känd för sitt professionella fotbollslag.

## Stadion
Leixões spelar sina hemmamatcher på Estádio do Mar. 
Arenan invigdes 1950 och har idag en publikkapacitet på 12 700.